# Ampop
Ampop är ett pop/rockband från Reykjavik, Island. Namnet på bandet är egentligen titeln på den första låten de skrev, och kommer av orden ambient och pop, vilket de ansåg var definitionen på musiken de skrev på den tiden.
Bandet var ursprungligen en duo, men innan de gjorde sitt tredje album lade de till en trummis. Bandet består för närvarande av tre medlemmar.

## Diskografi
Studioalbum
- Nature Is Not A Virgin (2000)
- Made For Market (2002)
- My Delusions (2005)
- Sail to the moon (2006)

Singlar
- Made For Market / (re)Made For Market (Plastik Remix) (2002)
- (re)Made For Market (maxi-singel) (2002)
- My Delusions / Youth (2005)
- Gets me down (2006)